# Thenon
Thenon (okcitansko Tenon) je naselje in občina v francoskem departmaju Dordogne regije Akvitanije. Leta 2007 je naselje imelo 1.291 prebivalcev.

## Geografija
Kraj leži v pokrajini Périgord ob reki Laurence, 33 km vzhodno od Périgueuxa.

## Uprava
Thenon je sedež istoimenskega kantona, v katerega so poleg njegove, vključene še občine Ajat, Azerat, Bars, La Boissière-d'Ans, Brouchaud, Fossemagne, Gabillou, Limeyrat, Montagnac-d'Auberoche in Sainte-Orse s 4.375 prebivalci.
Kanton Thenon je sestavni del okrožja Périgueux.